# Флаг Вайоминга
Флаг Вайо́минга (англ. Flag of Wyoming) — один из символов американского штата Вайоминг.
Флаг штата Вайоминг представляет собой синее прямоугольное полотнище с белой и красной каймой. В центре флага изображён силуэт американского бизона (обычно в США называемый «Буффало») белого цвета, смотрящий в сторону древка. На боку бизона, как клеймо, стоит Печать Вайоминга.
Данный флаг победил на конкурсе, организованном Вайомингским отделением движения «Дочери Американской Революции» по предложению профессора Вайомингского университета Грас Раймонда Хебарда (Grace Raymond Hebard) с призом в 20$. Победу на конкурсе одержала Верна Кеайс Кейес (Verna Keays Keyes), дипломированный специалист Чикагского художественного института. 31 января 1917 этот флаг был утверждён законодательным собранием Вайоминга и подписан губернатором Робертом Д. Карей (Robert D. Carey).

## Описание флага
Высота флага 7/10 его длины. Внешняя полоса красного цвета шириной 1/20 длины флага. К ней примыкает полоса белого цвета шириной 1/40 длины флага. Оставшееся поле флага синего цвета, в центре которого изображён белый силуэт Буффало длиной 1/2 длины синей части полотнища, другие размеры Буффало должны быть в пропорции к его длине. На рёбрах Буффало изображена большая печать штата Вайоминг синего цвета. Диаметр печати 1/5 длины флага. К флагу приложен золотой шнур с золотыми кисточками. Оттенки красного и синего цвета такие же, как на флаге США.